# Hyponephele rhamnusia
Hyponephele rhamnusia är en fjärilsart som beskrevs av Freyer 1845. Hyponephele rhamnusia ingår i släktet Hyponephele och familjen praktfjärilar. Inga underarter finns listade i Catalogue of Life.